# Oliver Walther (Politiker)
Oliver Walther (* 17. Oktober 1969) ist ein deutscher Politiker (CDU). Er ist seit 2020 Bürgermeister der nordrhein-westfälischen Stadt Übach-Palenberg.

## Leben
Oliver Walther machte 1989 sein Abitur am Städtischen Gymnasium in Übach-Palenberg, dem heutigen Carolus-Magnus-Gymnasium (CMG). Direkt nach dem Abitur studierte er an der Rheinischen Friedrich-Wilhelms-Universität Bonn Rechtswissenschaften. Während seines zweiten juristischen Staatsexamens verbrachte er unter anderem einige Zeit bei der Deutsch-Indischen Handelskammer in Mumbai. Seine Zulassung als Rechtsanwalt erhielt er 1999 beim Landgericht Aachen. Als Rechtsanwalt arbeitete er bis 2009 in Aachen sowie von 2010 bis 2020 in Übach-Palenberg, spezialisiert auf Arbeits-, Familien-, Sozial- und Verwaltungsrecht.
In der CDU war Walther Vorsitzender des Stadtverbandes.
Oliver Walther ist Tennisspieler. Er ist 1. Vorsitzender der Tennisabteilung des VfR Übach-Palenberg. Er ist verheiratet und hat zwei Kinder.

## Bürgermeisteramt
Bei der Kommunalwahl am 13. September 2020 erhielt er 43,30 Prozent der gültigen Stimmen bei einer Wahlbeteiligung von 49,48 Prozent. Die Stichwahl am 27. September 2020 gewann er mit 50,85 Prozent der gültigen Stimmen gegen den SPD-Kandidaten, der 49,15 Prozent erhielt, bei einer Wahlbeteiligung von 39,71 Prozent. Oliver Walther hatte einen Vorsprung von 131 Stimmen. Er ist Nachfolger von Wolfgang Jungnitsch (CDU), der von 2009 bis 2020 Bürgermeister Übach-Palenbergs war und nicht mehr zur Wahl antrat.